# Abraxas persimplex
Abraxas persimplex är en fjärilsart som beskrevs av Inoue 1984. Abraxas persimplex ingår i släktet Abraxas och familjen mätare. Inga underarter finns listade i Catalogue of Life.